# Nimravus
Nimravus es un género extinto de mamíferos carnívoros de la familia Nimravidae, posiblemente emparentado con los felinos (familia Felidae). Su nombre alude al personaje bíblico Nemrod, el cazador.
Los fósiles de nimrávidos se han encontrado en Francia y partes de Norteamérica en los períodos Oligoceno y Mioceno Superior. Medían sobre 1,2 metros de longitud. Con un cuerpo grácil, se parecían a un moderno caracal, con uñas parcialmente retráctiles.